# Ordens de magnitude para área

A área de um quilômetro quadrado consiste de 100 hectares, cada um contendo 10 mil metros quadrados

Esta página é uma lista progressiva e rotulada de ordens de magnitude de área no SI, com alguns exemplos anexados para alguns valores da lista.

## 10-70a 10-9metros quadrados
| Fator (m2) | Múltiplo                    | Valor             | Item |
| ---------- | --------------------------- | ----------------- | --- |
| 10−70      |                             | 2,6×10−70 m2      | Área de Planck, {\displaystyle {\frac {G\hbar }{c^{3}}}} |
| 10−52      |                             | 10−52 m2          | 1 shed |
| 10−48      | 1 yoctômetro quadrado (ym2) | 1 ym2             | |
| 10−43      |                             | 100 000 ym2       | 1 femtobarn |
| 10−42      | 1 zeptômetro quadrado (zm2) | 1 zm2             | |
| 10−36      | 1 attômetro quadrado (am2)  | 1 am2             | |
| 10−30      | 1 femtômetro quadrado (fm2) | 1 fm2             | |
| 10−29      |                             | 66,52 fm2         | Seção de choque de Thomson do elétron |
| 10−28      |                             | 100 fm2           | 1 barn; aproximadamente a área da seção transversal de um núcleo de urânio                                                                                       |
| 10−24      | 1 picômetro quadrado (pm2)  | 1 pm2             | |
| 10−20      | 1 angstrom quadrado (Å2)    | 10 000 pm2        | |
| 10−19      |                             | 100 000 pm2       | Área de uma bicapa lipídica, por molécula |
| 10−19      |                             | 75−260 000 pm2    | Área superficial dos 20 aminoácidos padrão |
| 10−18      | 1 nanômetro quadrado (nm2)  | 1 nm2             | |
| 10−16      |                             | 100 nm2           | Proteínas globulares: área superficial acessível por solventes de uma proteína globular típica, tendo uma massa molecular típica de ~35000 u (bastante variável) |
| 10−14      |                             | 17 000 nm2        | Área da seção transversal de um complexo de poro nuclear em vertebrados                                                                                          |
| 10−12      | 1 micrômetro quadrado (μm2) | 6 μm2             | Área superficial de uma bactéria E. coli |
| 10−10      |                             | 100 μm2           | Área superficial de uma hemácia |
| 10−9       |                             | 6 000−110 000 μm2 | Variação de tamanhos de pixeis de telas de LCD comuns |
| 10−9       |                             | 7 000 μm2         | Área de um ponto impresso usando uma resolução de 300 pontos por polegada                                                                                        |
| 10−9       |                             | 8 000 μm2         | Área de seção transversal de um cabelo humano reto que tem 100 μm de diâmetro                                                                                    |

## 10−8a 10−1metros quadrados
| Fator (m2) | Múltiplo                    | Valor                                                          | Item                                                                              |
| ---------- | --------------------------- | -------------------------------------------------------------- | --------------------------------------------------------------------------------- |
| 10−8       |                             | 55 000 μm2                                                     | Tamanho de um pixel em um monitor de computador moderno típico                    |
| 10−7       |                             | 2−400 000 μm2                                                  | Área da seção transversal de um grafite de uma lapiseira (0,5-0,7 mm em diâmetro) |
| 10−6       | 1 milímetro quadrado (mm2)  | 1–2 mm2                                                        | Área de uma fóvea humana                                                          |
| 10−6       | 1 milímetro quadrado (mm2)  | 2 mm2                                                          | Área da cabeça de um alfinete                                                     |
| 10−5       |                             | 30–50 mm2                                                      | Área de um furo de 6–8 mm feito em uma folha de papel por um furador              |
| 10−4       | 1 centímetro quadrado (cm2) | 290 mm2                                                        | Área de um lado de um centavo americano                                           |
| 10−4       | 1 centímetro quadrado (cm2) | 500 mm2                                                        | Área de um selo postal típico                                                     |
| 10−3       |                             | 1 100 mm2                                                      | Área de uma retina humana                                                         |
| 10−3       | 4 600 mm2                   | Área da face de um cartão de crédito                           |                                                                                   |
| 10−3       | 4 800 mm2                   | Maior lado de uma caixa de cigarros                            |                                                                                   |
| 10−2       | 1 decímetro quadrado (dm2)  | 10 000 mm2                                                     | Ficha catalográfica (3 × 5 polegadas)                                             |
| 10−2       | 1 decímetro quadrado (dm2)  | 60 000 mm2                                                     | Papel carta americano (11 × 8,5 polegadas, tamanho "A")                           |
| 10−2       | 1 decímetro quadrado (dm2)  | 62 370 mm2                                                     | Papel A4 internacional (210 × 297 mm)                                             |
| 10−2       | 1 decímetro quadrado (dm2)  | 93 000 mm2                                                     | 1 pé quadrado                                                                     |
| 10−1       |                             | 125 000 mm2                                                    | Papel A3 internacional (297 × 420 mm)                                             |
| 10−1       | 180 000 mm2                 | Área da superfície de uma bola de basquete (24 cm de diâmetro) |                                                                                   |
| 10−1       | 250 000 mm2                 | Papel A2 internacional (420 × 594 mm)                          |                                                                                   |
| 10−1       | 500 000 mm2                 | Papel A1 internacional (594 × 841 mm)                          |                                                                                   |

## 100a 107metros quadrados
| Fator (m2) | Múltiplo                    | Valor                                              | Item |
| ---------- | --------------------------- | -------------------------------------------------- | --- |
| 100        | 1 metro quadrado            | 1 m2                                               | Papel A0 internacional (841 × 1189 mm)                                                                      |
| 100        | 1 metro quadrado            | 1,73 m2                                            | Um número comumente usado como a média da área superficial do corpo de um humano                            |
| 100        | 1 metro quadrado            | 2–4 m2                                             | Área do tampo de uma mesa de escritório                                                                     |
| 101        |                             | 10–20 m2                                           | Uma vaga de estacionamento                                                                                  |
| 101        | 70 m2                       | Área aproximada da superfície de um pulmão humano  | |
| 102        | 1 decâmetro quadrado (dam2) | 100 m2                                             | Um are (a)                                                                                                  |
| 102        | 1 decâmetro quadrado (dam2) | 162 m2                                             | Tamanho de uma quadra de voleibol (18 × 9 metros)                                                           |
| 102        | 1 decâmetro quadrado (dam2) | 202 m2                                             | Área do piso de uma casa suburbana de três quartos mediana nos Estados Unidos em 2010: 2 169 sq ft (200 m2) |
| 102        | 1 decâmetro quadrado (dam2) | 261 m2                                             | Tamanho de uma quadra de tênis                                                                              |
| 103        |                             | 1 000 m2                                           | Área da superfície de um Stremma grego                                                                      |
| 103        | 1 250 m2                    | Área da superfície de água em uma piscina olímpica | |
| 103        | 4 047 m2                    | 1 acre                                             | |
| 103        | 5 400 m2                    | Tamanho de um campo de futebol americano           | |
| 103        | 7 140 m2                    | Tamanho de um campo de futebol típico              | |
| 104        | 1 hectômetro quadrado (hm2) | 10 000 m2                                          | 1 hectare (ha)                                                                                              |
| 104        | 1 hectômetro quadrado (hm2) | 17 000 m2                                          | Área aproximada de um campo de críquete (limites teóricos: 6,402 m2 a 21,273 m2)                            |
| 104        | 1 hectômetro quadrado (hm2) | 22 074 m2                                          | Área de um quarteirão de Manhattan                                                                          |
| 104        | 1 hectômetro quadrado (hm2) | 53 000 m2                                          | Base da Pirâmide de Quéops                                                                                  |
| 105        |                             | 195 000 m2                                         | Jardim Botânico Nacional da Irlanda                                                                         |
| 105        | 440 000 m2                  | Vaticano                                           | |
| 105        | 600 000 m2                  | Área total do piso do Pentágono                    | |
| 106        | 1 quilômetro quadrado (km2) | 2 km2                                              | Mônaco (país ranqueado como 192.º em área)                                                                  |
| 106        | 1 quilômetro quadrado (km2) | 2,59 km2                                           | 1 milha quadrada                                                                                            |
| 106        | 1 quilômetro quadrado (km2) | 2,9 km2                                            | Cidade de Londres (não toda a Londres moderna)                                                              |
| 107        |                             | 59,5 km2                                           | Ilha de Manhattan (área territorial)                                                                        |
| 107        | 61 km2                      | San Marino                                         | |

## 108a 1014metros quadrados
| Fator (m2) | Múltiplo                   | Valor                                                            | Item                                                                |
| ---------- | -------------------------- | ---------------------------------------------------------------- | ------------------------------------------------------------------- |
| 108        |                            | 105 km2                                                          | Paris (apenas a cidade interna)                                     |
| 108        | 110 km2                    | Walt Disney World                                                |                                                                     |
| 108        | 272 km2                    | Taipé                                                            |                                                                     |
| 108        | 630 km2                    | Toronto                                                          |                                                                     |
| 109        |                            | 1 100 km2                                                        | Hong Kong                                                           |
| 109        | 1 290 km2                  | Los Angeles, Califórnia (cidade)                                 |                                                                     |
| 109        | 1 962 km2                  | Jacksonville, Flórida: maior cidade nos Estados Unidos contíguos |                                                                     |
| 109        | 2 188 km2                  | Tóquio                                                           |                                                                     |
| 109        | 5 780 km2                  | Área administrativa de Bali                                      |                                                                     |
| 109        | 8 030 km2                  | Comunidade de Madrid, Espanha                                    |                                                                     |
| 10         |                            | 11 000 km2                                                       | Jamaica                                                             |
| 10         | 30 528 km2                 | Bélgica                                                          |                                                                     |
| 10         | 68 870 km2                 | Lago Vitória                                                     |                                                                     |
| 10         | 84 000 km2                 | Áustria                                                          |                                                                     |
| 1011       |                            | 100 000 km2                                                      | Coreia do Sul                                                       |
| 1011       | 167 996 km2                | Jiuquan, na China                                                |                                                                     |
| 1011       | 301 338 km2                | Itália                                                           |                                                                     |
| 1011       | 357 000 km2                | Alemanha                                                         |                                                                     |
| 1011       | 377 900 km2                | Japão                                                            |                                                                     |
| 1011       | 510 000 km2                | Espanha                                                          |                                                                     |
| 1011       | 780 000 km2                | Turquia                                                          |                                                                     |
| 1012       | 1 megametro quadrado (Mm2) | 1,0 Mm2                                                          | Egito (país ranqueado como 29.º por área)                           |
| 1012       | 1 megametro quadrado (Mm2) | 2 Mm2                                                            | México                                                              |
| 1012       | 1 megametro quadrado (Mm2) | 3,10 Mm2                                                         | República de Sakha (Iacútia), na Rússia (maior subdivisão nacional) |
| 1012       | 1 megametro quadrado (Mm2) | 5 Mm2                                                            | Máxima extensão do Império Romano                                   |
| 1012       | 1 megametro quadrado (Mm2) | 7,74 Mm2                                                         | Austrália (país ranqueado como 6.º por área)                        |
| 1012       | 1 megametro quadrado (Mm2) | 8,5 Mm2                                                          | Brasil                                                              |
| 1012       | 1 megametro quadrado (Mm2) | 9,5 Mm2                                                          | China/Estados Unidos                                                |
| 1013       |                            | 10 Mm2                                                           | Canadá (excluindo água)                                             |
| 1013       | 14 Mm2                     | Antártida                                                        |                                                                     |
| 1013       | 14 Mm2                     | Terra arável mundialmente                                        |                                                                     |
| 1013       | 16,6 Mm2                   | Área da superfície de Plutão                                     |                                                                     |
| 1013       | 17 Mm2                     | Rússia (país ranqueado como 1.º por área)                        |                                                                     |
| 1013       | 30 Mm2                     | África                                                           |                                                                     |
| 1013       | 35,5 Mm2                   | Máxima extensão do Império Britânico                             |                                                                     |
| 1013       | 38 Mm2                     | Área da superfície da Lua                                        |                                                                     |
| 1013       | 77 Mm2                     | Oceano Atlântico                                                 |                                                                     |
| 1014       |                            | 144 Mm2                                                          | Área da superfície de Marte (planeta)                               |
| 1014       | 150 Mm2                    | Área terrestre da Terra                                          |                                                                     |
| 1014       | 156 Mm2                    | Oceano Pacífico                                                  |                                                                     |
| 1014       | 360 Mm2                    | Área aquática da Terra                                           |                                                                     |
| 1014       | 510 Mm2                    | Área total da superfície terrestre                               |                                                                     |

## 1015a 1026metros quadrados
| Fator (m2) | Múltiplo                   | Valor | Item                                                                |
| ---------- | -------------------------- | --- | ------------------------------------------------------------------- |
| 1015       |                            | 1 000 Mm2 | Área da superfície da anã branca Estrela de van Maanen              |
| 1015       | 7 600 Mm2                  | Netuno |                                                                     |
| 1016       |                            | 43 000 Mm2 | Saturno                                                             |
| 1016       | 61 000 Mm2                 | Júpiter, a área "superficial" do esferoide (calculada a partir do raio médio, conforme relatado pela NASA). A área da seção transversal de Júpiter, que é o mesmo que o "círculo" de Júpiter visto por uma espaçonave que se aproxima, é quase exatamente um quarto da área de superfície da esfera geral, que no caso de Júpiter é aproximadamente 1.535e + 16 metros quadrados. |                                                                     |
| 1017       |                            | 2−600 000 Mm2 | Área da superfície da anã marrom CT Chamaeleontis B.                |
| 1017       | 460 000 Mm2                | Área varrida pela órbita da Lua ao redor da Terra |                                                                     |
| 1018       | 1 gigametro quadrado (Gm2) | 6,1 Gm2 | Área da superfície do Sol                                           |
| 1019       |                            | 30 Gm2 | Área da superfície da estrela Vega                                  |
| 1020       |                            | 100 Gm2 |                                                                     |
| 1021       |                            | 1 000 Gm2 |                                                                     |
| 1022       |                            | 11 000 Gm2 | Área varrida pela órbita de Mercúrio ao redor do Sol                |
| 1022       | 37 000 Gm2                 | Área varrida pela órbita de Vênus ao redor do Sol |                                                                     |
| 1022       | 71 000 Gm2                 | Área varrida pela órbita da Terra ao redor do Sol |                                                                     |
| 1023       |                            | 160 000 Gm2 | Área varrida pela órbita de Marte ao redor do Sol                   |
| 1023       | 281 000 Gm2                | Área da superfície de uma Esfera de Dyson com o raio de 1 AU |                                                                     |
| 1024       | 1 terametro quadrado (Tm2) | 1,9 Tm2 | Área varrida pela órbita de Júpiter ao redor do Sol                 |
| 1024       | 1 terametro quadrado (Tm2) | 6,4 Tm2 | Área varrida pela órbita de Saturno ao redor do Sol                 |
| 1024       | 1 terametro quadrado (Tm2) | 8,5 Tm2 | Área da superfície da estrela supergigante vermelha star Betelgeuse |
| 1025       |                            | 24 Tm2 | Área da superfície da estrela supergigante VY Canis Majoris         |
| 1025       | 26 Tm2                     | Área varrida pela órbita de Urano ao redor do Sol |                                                                     |
| 1025       | 64 Tm2                     | Área varrida pela órbita de Netuno ao redor do Sol |                                                                     |
| 1026       |                            | 110 Tm2 | Área varrida pela órbita de Plutão ao redor do Sol                  |

## 1027metros quadrados ou maior
| Fator (m2) | Múltiplo                    | Valor       | Item                                                 |
| ---------- | --------------------------- | ----------- | ---------------------------------------------------- |
| 1030       | 1 petametro quadrado (Pm2)  |             |                                                      |
| 1031       |                             | 10 Pm2      |                                                      |
| 1032       |                             | 200 Pm2     | A área aproximada da superfície da Nuvem de Oort     |
| 1032       |                             | 300 Pm2     | A área aproximada da superfície do Glóbulo de Bok    |
| 1033       |                             | 1 000 Pm2   |                                                      |
| 1034       |                             | 30 000 Pm2  | A área aproximada da superfície da Nebulosa da Bolha |
| 1035       |                             | 100 000 Pm2 |                                                      |
| 1036       | 1 exametro quadrado (Em2)   |             |                                                      |
| ...        |                             |             |                                                      |
| 1041       |                             | 700 000 Em2 | A área aproximada do disco galáctico da Via Láctea   |
| 1042       | 1 zettametro quadrado (Zm2) |             |                                                      |
| ...        |                             |             |                                                      |
| 1048       | 1 yottametro quadrado (Ym2) |             |                                                      |
| 1054       |                             | 2 400 Ym2   | Superfície do universo observável                    |